# Milaan-San Remo 1981
De wielerwedstrijd Milaan-San Remo 1981 werd gereden op zaterdag 21 maart. Het parcours van deze 72e editie was 288 kilometer lang. De Belg Fons de Wolf won na een solo van 3,7 kilometer voor zijn landgenoot Roger de Vlaeminck en de Fransman Jacques Bossis die respectievelijk naar de tweede en derde werden. 

## Uitslag
| Milaan–San Remo 1981 |                            |                       |          |
| Plaats               | Naam                       | Ploeg                 | Tijd     |
| Winnaar              | Fons de Wolf               | Vermeer Thijs         | 6u41'06" |
| 2                    | Roger de Vlaeminck         | DAF Trucks-Cote d'Or  | +0'11"   |
| 3                    | Jacques Bossis             | Peugeot               | z.t.     |
| 4                    | Claudio Torelli            | Famcucine             | z.t.     |
| 5                    | Peter Kehl                 | Kotter's-GBC          | z.t.     |
| 6                    | Guido Van Calster          | Splendor-Wickes       | z.t.     |
| 7                    | Silvano Contini            | Boule d'or-Sunair     | z.t.     |
| 8                    | Etienne De Wilde           | Splendor-Wickes       | z.t.     |
| 9                    | Giuseppe Martinelli        | Santini-Selle Itali   | z.t.     |
| 10                   | Pierino Gavazzi            | Magniflex             | z.t.     |
| 11                   | Jésus Suarez Cueva         | Kelme                 | z.t.     |
| 12                   | Klaus-Peter Thaler         | Puch-Wolber           | z.t.     |
| 13                   | Jean-Philippe Vandenbrande | Safir-Galli-Ludo      | z.t.     |
| 14                   | Henry Rinklin              | Puch-Wolber           | z.t.     |
| 15                   | Daniel Willems             | Capri Sonne           | z.t.     |
| 16                   | Patrick Bonnet             | Renault-Elf           | z.t.     |
| 17                   | Emanuele Bombini           | Hoonved-Bottecchia    | z.t.     |
| 18                   | Luciano Borgognoni         | Hoonved-Bottecchia    | z.t.     |
| 19                   | Gilbert Duclos-Lassalle    | Peugeot-Esso-Michelin | z.t.     |
| 20                   | Eddy Planckaert            | Splendor-Wickes       | z.t.     |
|                      |                            |                       |          |
| 21                   | Leo van Vliet              | TI-Raleigh            | z.t.     |

1907 · 1908 · 1909 · 1910 · 1911 · 1912 · 1913 · 1914 · 1915 · 1916 · 1917 · 1918 · 1919 · 1920 · 1921 · 1922 · 1923 · 1924 · 1925 · 1926 · 1927 · 1928 · 1929 · 1930 · 1931 · 1932 · 1933 · 1934 · 1935 · 1936 · 1937 · 1938 · 1939 · 1940 · 1941 · 1942 · 1943 · 1944 · 1945 · 1946 · 1947 · 1948 · 1949 · 1950 · 1951 · 1952 · 1953 · 1954 · 1955 · 1956 · 1957 · 1958 · 1959 · 1960 · 1961 · 1962 · 1963 · 1964 · 1965 · 1966 · 1967 · 1968 · 1969 · 1970 · 1971 · 1972 · 1973 · 1974 · 1975 · 1976 · 1977 · 1978 · 1979 · 1980 · 1981 · 1982 · 1983 · 1984 · 1985 · 1986 · 1987 · 1988 · 1989 · 1990 · 1991 · 1992 · 1993 · 1994 · 1995 · 1996 · 1997 · 1998 · 1999 · 2000 · 2001 · 2002 · 2003 · 2004 · 2005 · 2006 · 2007 · 2008 · 2009 · 2010 · 2011 · 2012 · 2013 · 2014 · 2015 · 2016 · 2017 · 2018 · 2019 · 2020 · 2021 · 2022 · 2023 · 2024 · 2025
Lijst van beklimmingen